# Odontophorus stellatus
Odontophorus stellatus е вид птица от семейство Odontophoridae.

## Разпространение
Видът е разпространен в Боливия, Бразилия, Еквадор и Перу.